# Калуски район
Калуски район (на украински: Калуський район) е район на Ивано-Франкивска област, Украйна. Центърът на района е град Калуш. Населението на района е 286 500 души (2020).

## История
Районът е образуван на 28 октомври 1963 г. През 1972 г. част от района влиза в състава на община Калуш. Най-старите селища в района са Станкив (1158 г.), Завий (XIII век), Холин (1391 г.) и Новица (XIV век).
На 18 юли 2020 г., като част от административната реформа на Украйна, броят на районите на Ивано-Франкивска област е намален на шест, а територията на Калуски район е значително разширена. Два предишни района – Долински и Рожнятивски, както и община Болехов и град Калуш, който преди това е град с областно значение извън района, са включени в Калуски район.

## Подразделения
При създаването си районът се състои от 13 громади.

## Личности
Лидерът на Организацията на украинските националисти Степан Бандера е роден в Стари Угринов в Калуски район на 1 януари 1909 г.
В Калуски район са родени и Николай Илков, Иван Рубчак и писателят М. Козонис.